# Lijst van darkrides in Nederland

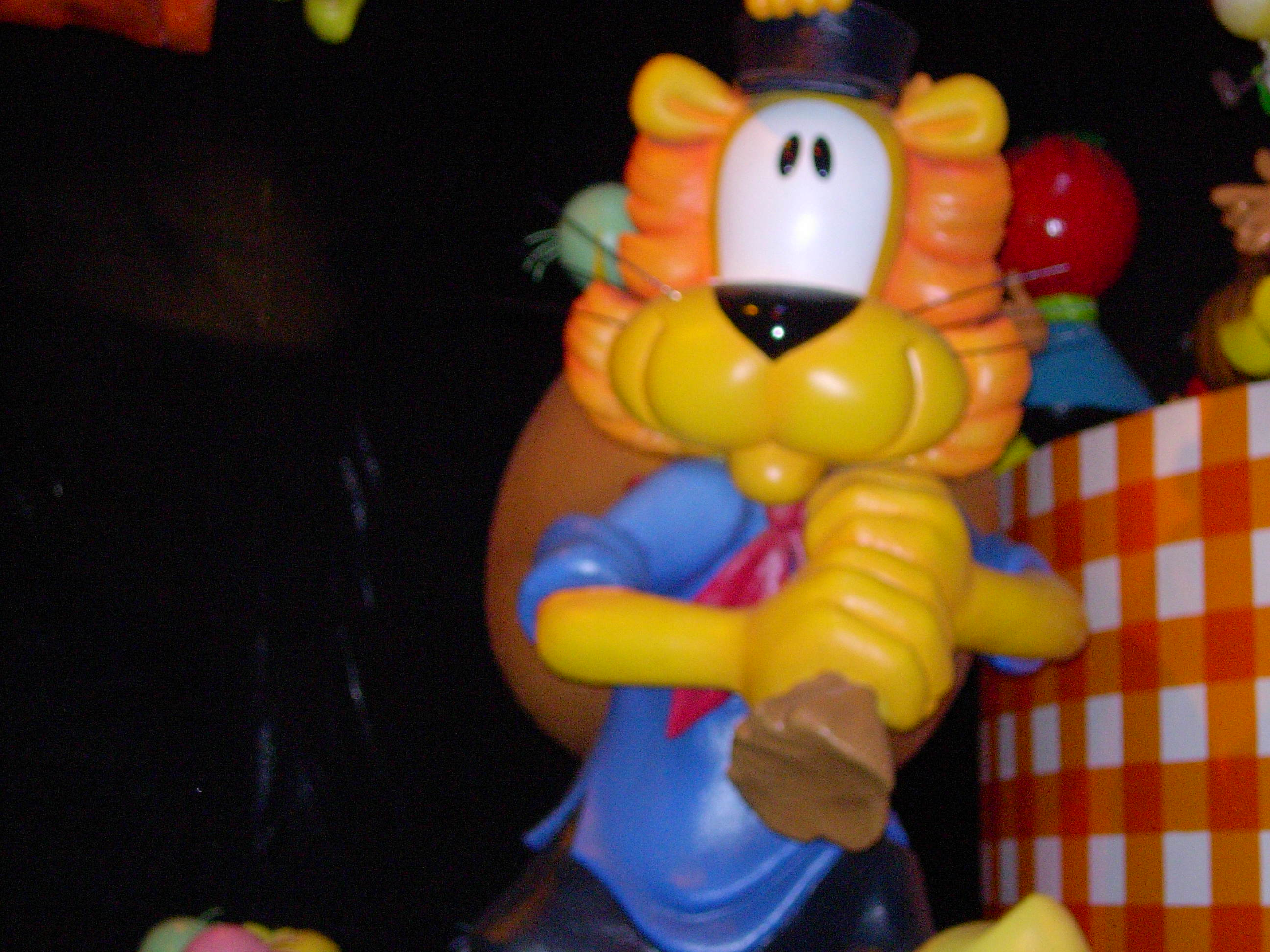
Tussen 2005 en 2012 zat tv-ster Loeki de Leeuw in Carnaval Festival. Op dit plaatje zit Loeki als boer in de boerderij van de Nederland-scène. In totaal waren er 13 Loeki’s in de attractie.

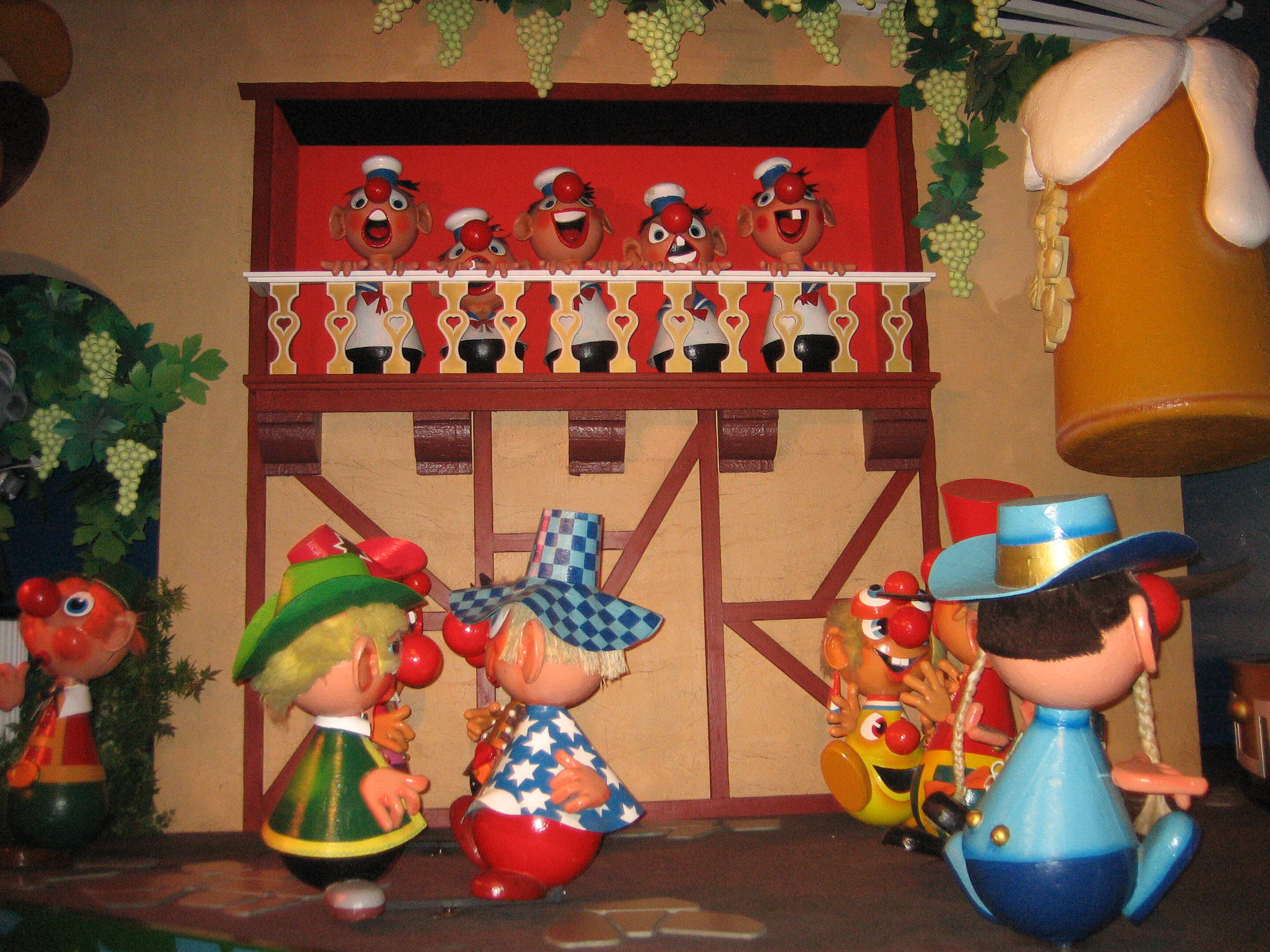
Carnaval Festival in ≈1990, Duitsland-scène.

Deze pagina weergeeft een lijst van darkrides in Nederland.
| Naam                  | Locatie                                | Status     | Afbeelding |
| --------------------- | -------------------------------------- | ---------- | ---------- |
| Carnaval Festival     | Efteling                               | Geopend    |            |
| Discovery Club        | Avonturenpark Hellendoorn              | Geopend    |            |
| Droomvlucht           | Efteling                               | Geopend    |            |
| Expeditie Tijdreis    | Ecodrome                               | Afgebroken |            |
| Fantasie Express      | Legoland Discovery Center Scheveningen | Geopend    |            |
| Fata Morgana          | Efteling                               | Geopend    |            |
| Mia and Me: The Ride  | Yumble                                 | Afgebroken |            |
| Ocean of Darkness     | Attractiepark Slagharen                | Afgebroken |            |
| OnderWaterSafari      | Natuurmuseum Fryslân                   | Geopend    |            |
| Red Bandits Adventure | Attractiepark Slagharen                | Geopend    |            |
| Spookhuis             | Avifauna                               | Gesloten   |            |
| Spookhuis (Inferno)   | Drouwenerzand                          | Geopend    |            |
| Spookhuis             | Duinen Zathe                           | Geopend    |            |
| Spookkasteel          | De Valkenier                           | Geopend    |            |
| Spookslot             | Familiepark Drievliet                  | Geopend    |            |
| Spookmuseum           | Julianatoren                           | Geopend    |            |
| Stalen Monsters       | Het Spoorwegmuseum                     | Geopend    |            |
| Symbolica             | Efteling                               | Geopend    |            |
| Time Warp theater     | Continium                              | Geopend    |            |
| Wild West Adventure   | Attractiepark Slagharen                | Gesloten   |            |

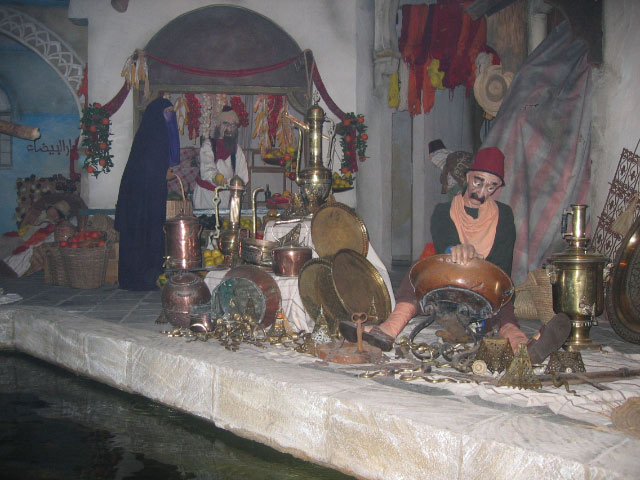
Fata Morgana, markt
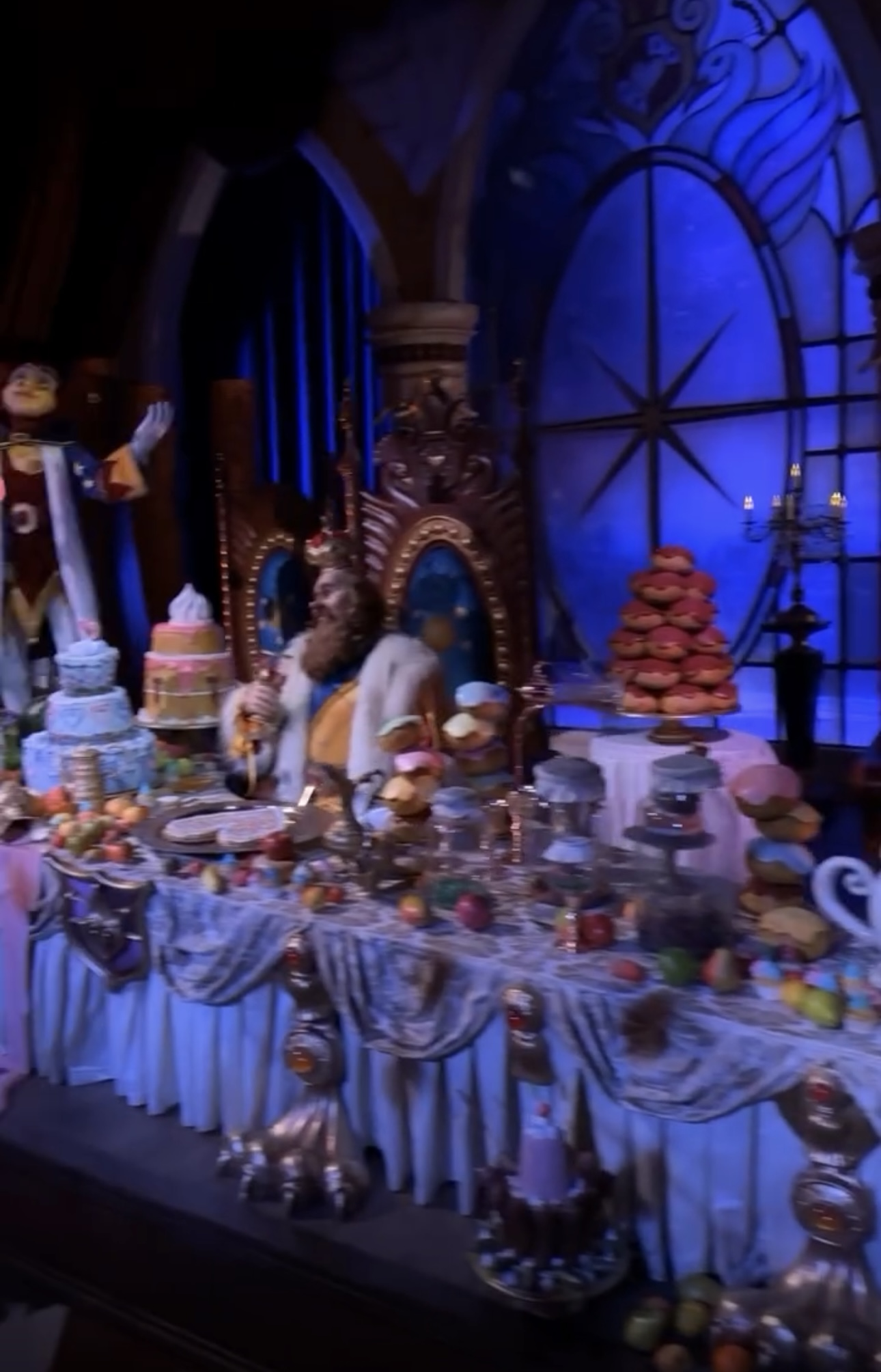
Symbolica, koningszaal
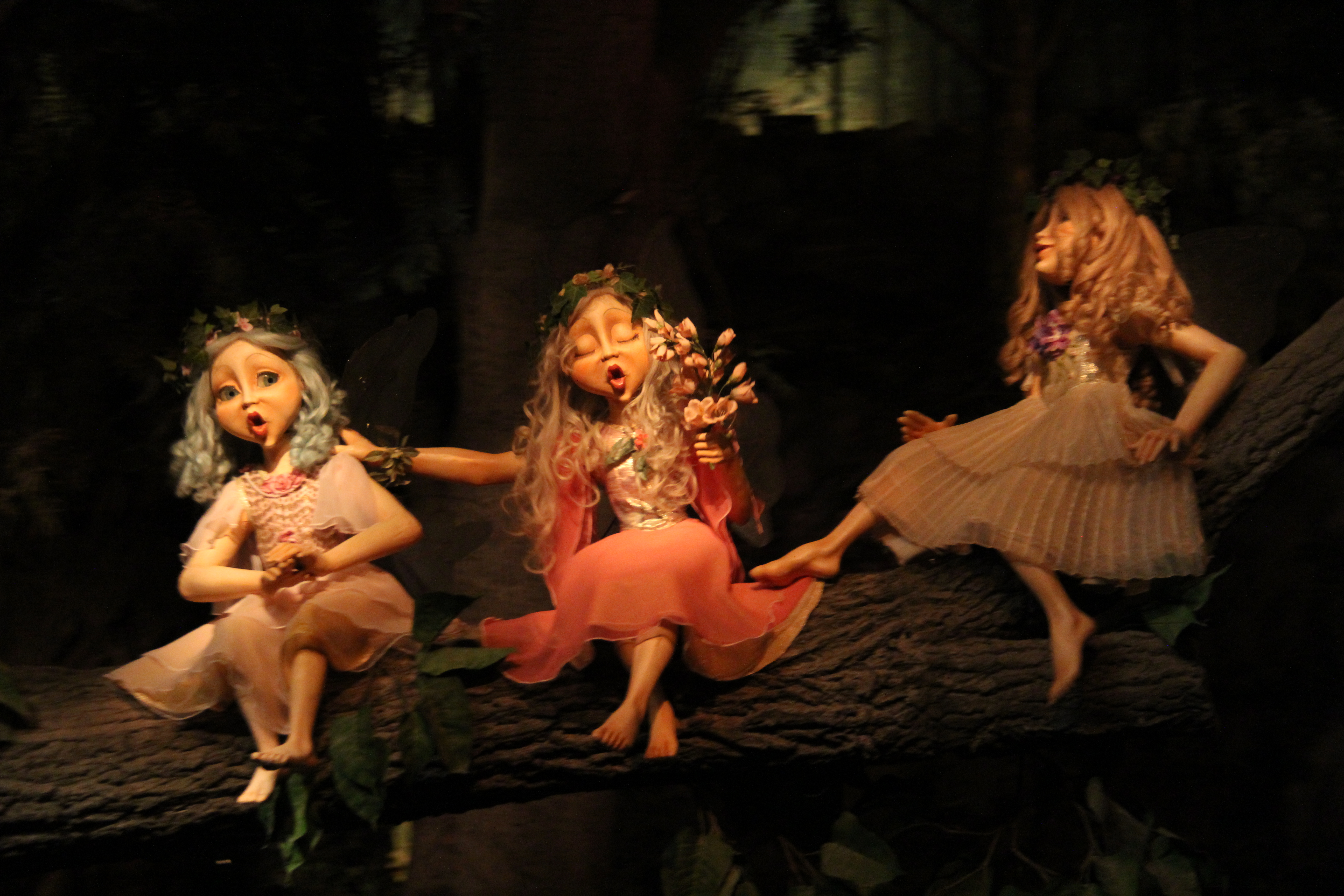
Droomvlucht, elfjes op een tak
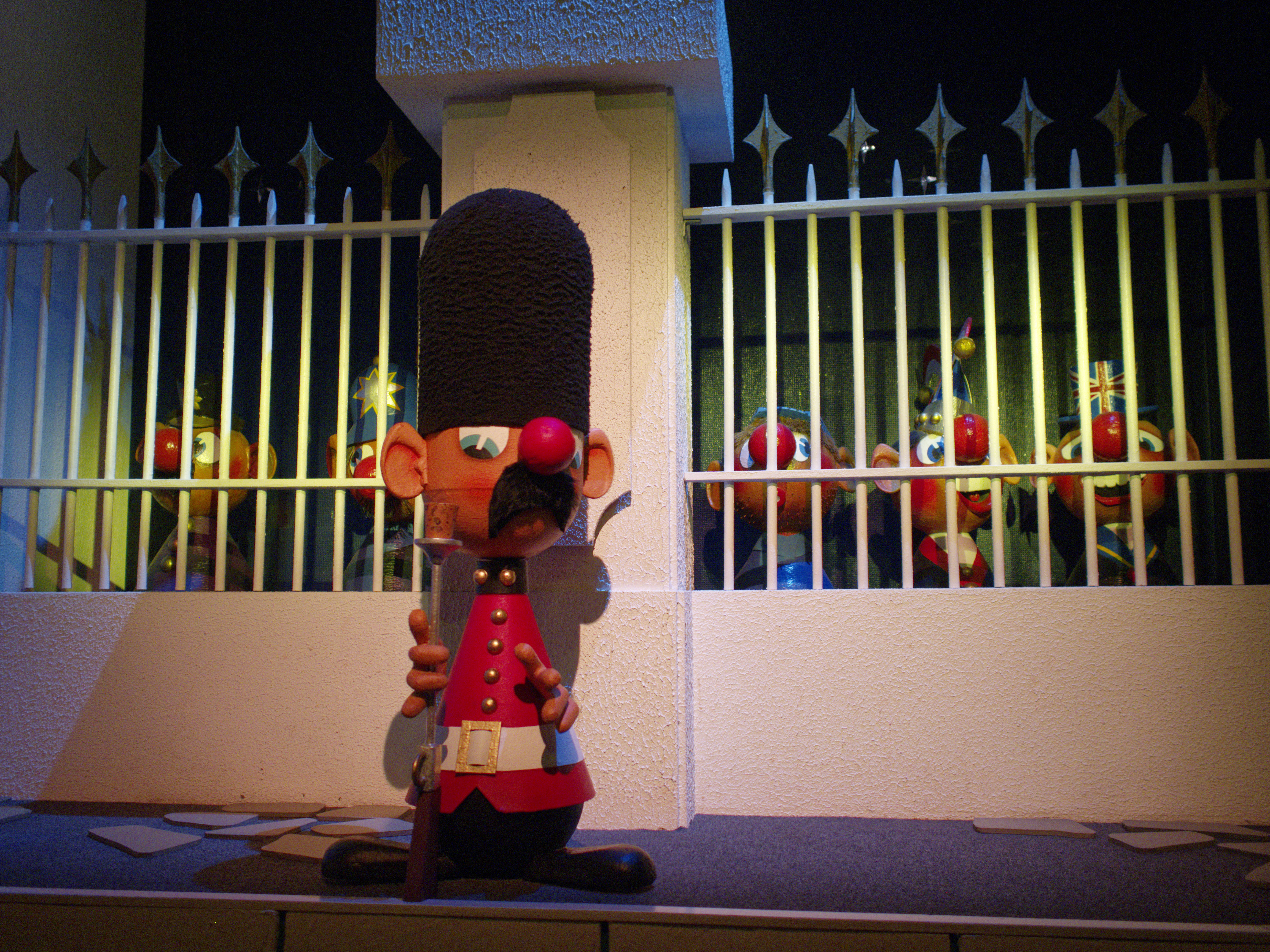
Carnaval Festival, Brittannië
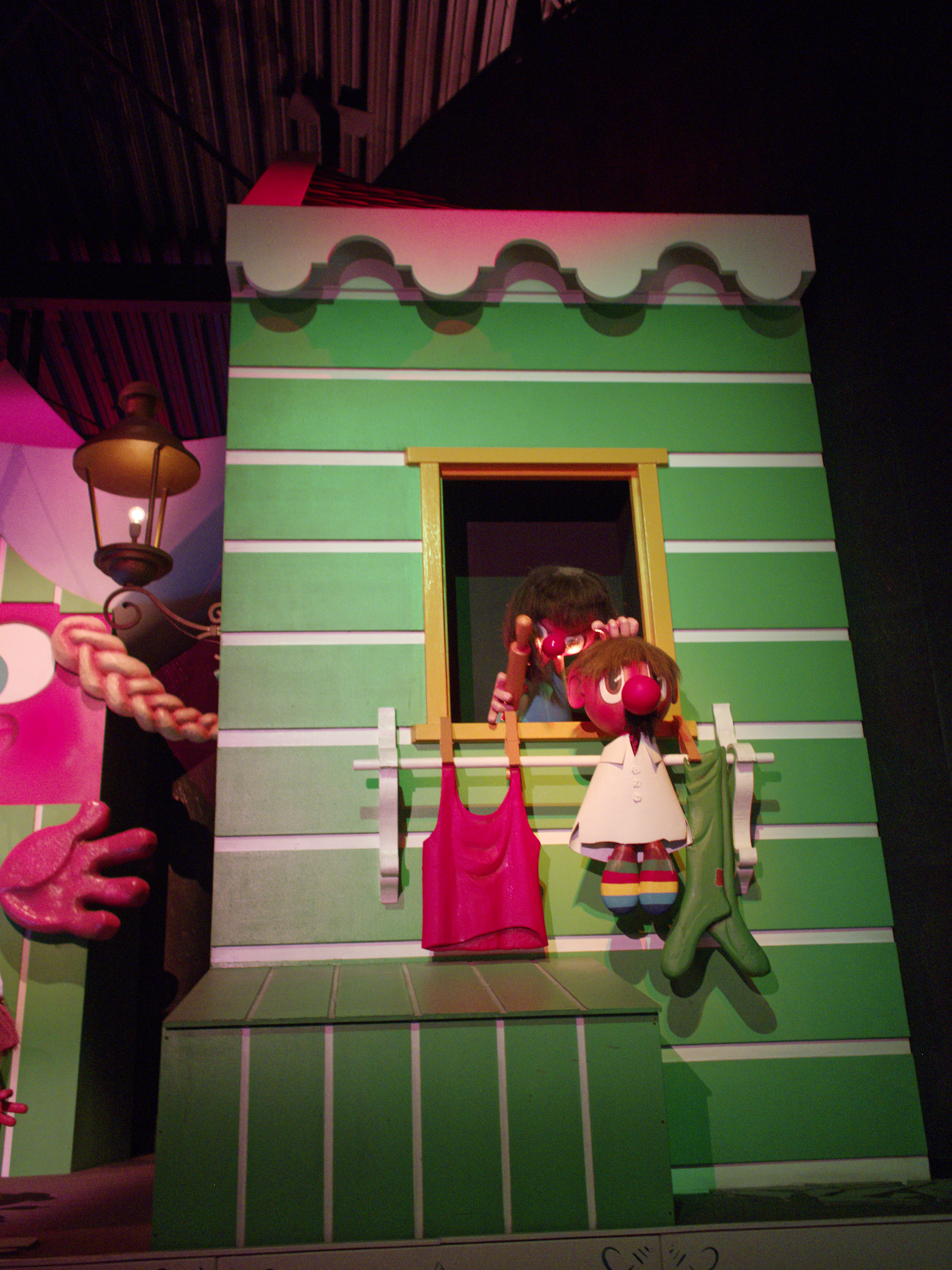
Nog meer Jokie en Jet
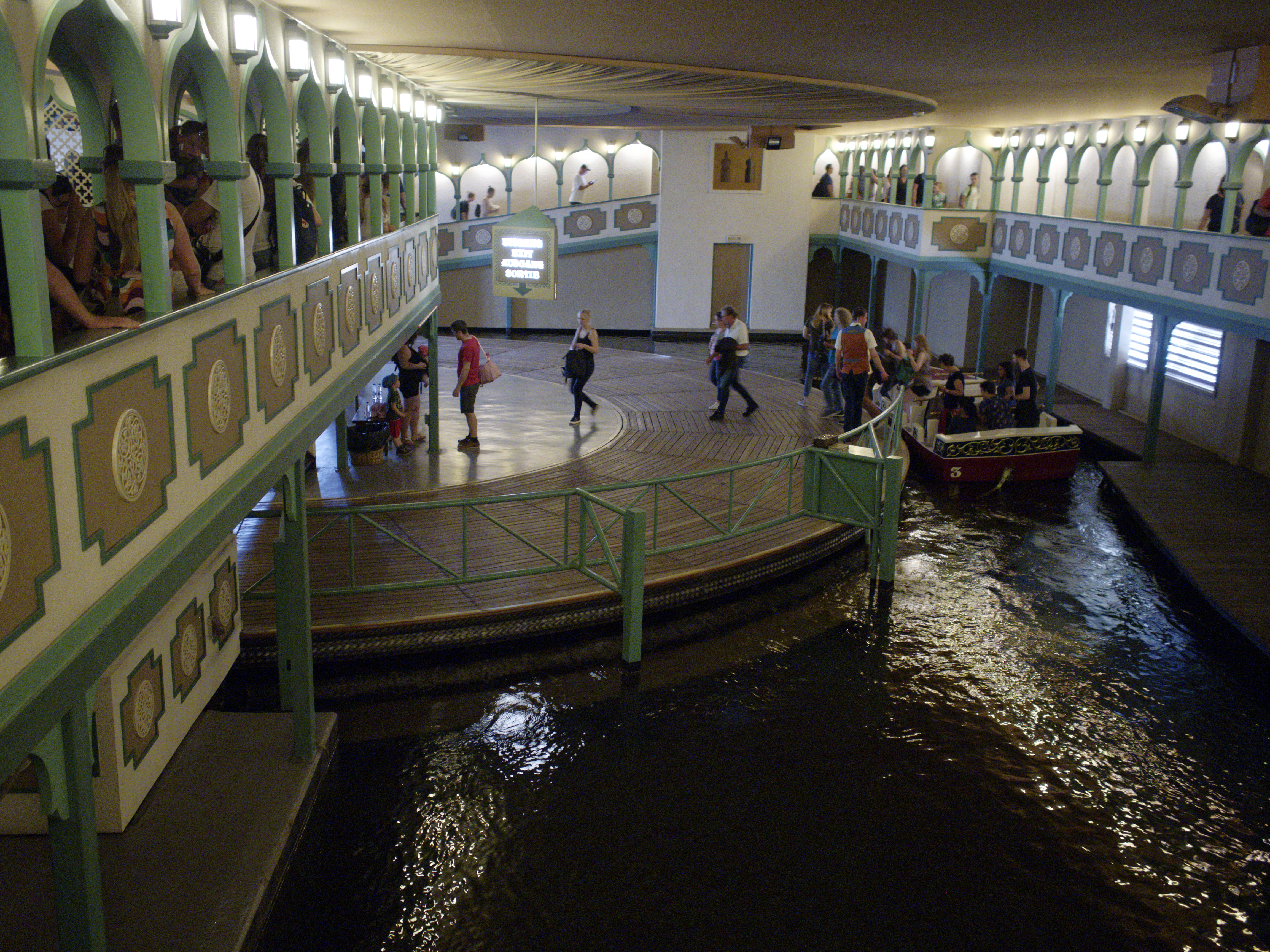
meer Fata Morgana
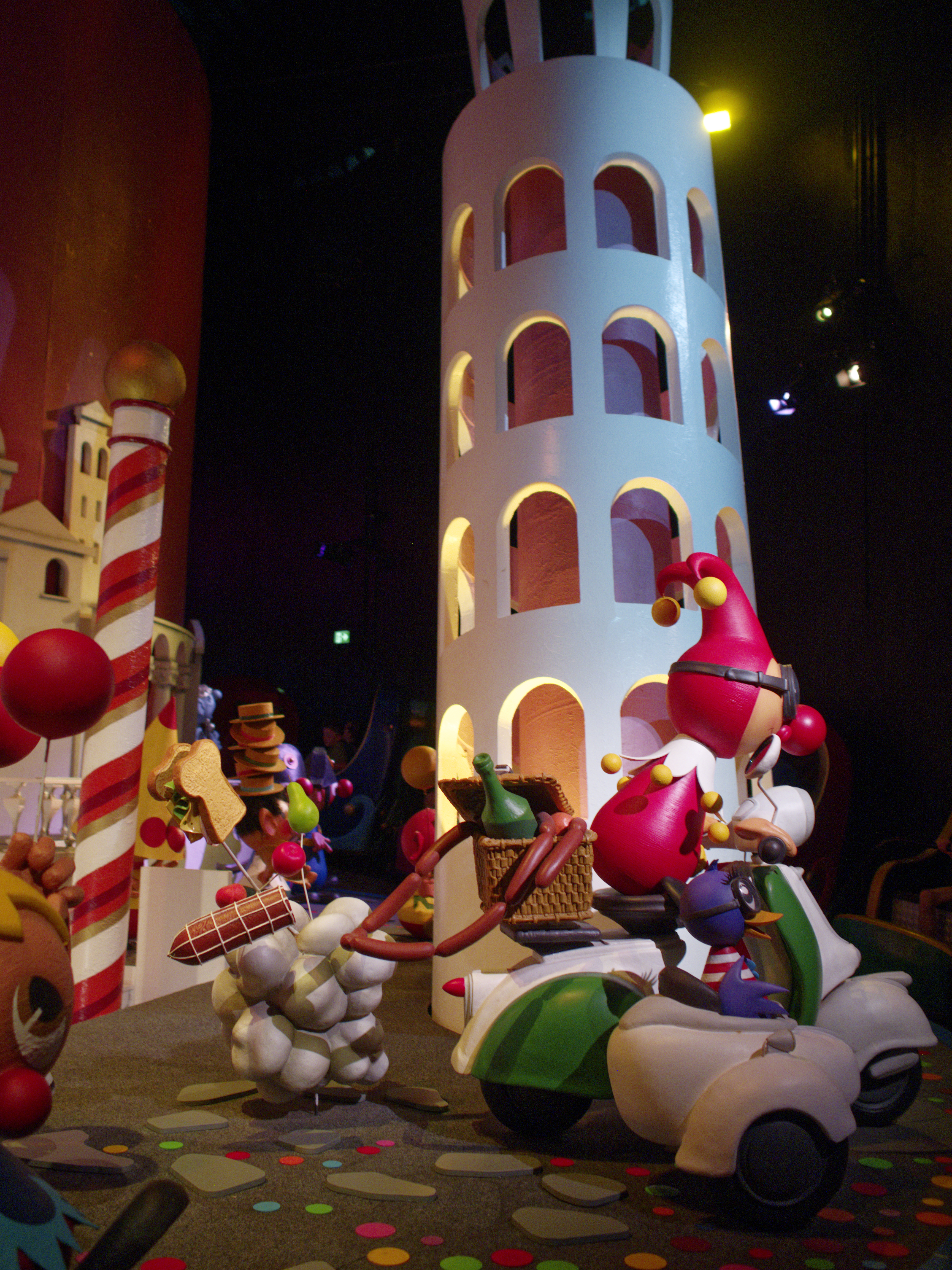
MEER!!

Categorie · Afbeeldingen